# Collin Bowman
Collin Bowman (* 13. Juni 1991 in Grand Rapids, Michigan) ist ein ehemaliger US-amerikanischer Eishockeyspieler, der im Verlauf seiner aktiven Karriere zwischen 2007 und 2018 unter anderem annähernd 350 Spiele in der ECHL auf der Position des Verteidigers bestritten hat. Mit den Colorado Eagles gewann Bowman im Jahr 2018 den Kelly Cup. Zudem verbrachte er eine Spielzeit bei den Vienna Capitals in der Erste Bank Eishockey Liga (EBEL), mit denen er im Jahr 2018 die österreichische Meisterschaft gewann.

## Karriere
Bowman wurde in Grand Rapids im US-Bundesstaat Michigan geboren und wuchs in Littleton im Bundesstaat Colorado auf, wohin seine Familie Anfang der 1990er-Jahre aus beruflichen Gründen gezogen war. Sein älterer Bruder Drayson war ebenfalls professioneller Eishockeyspieler. Im Jahr 2003 zog die Familie erneut um, um den beiden Söhnen im kanadischen Vancouver bessere Möglichkeiten zum Eishockeyspielen bieten. Bowman begann seine Karriere im Sommer 2007, als er bei den Kelowna Rockets aus der Western Hockey League (WHL) einen Vertrag unterschrieb. Nach vier Spielzeiten wechselte er zu den Moose Jaw Warriors, wurde aber Ende 2011 erneut innerhalb der Liga zu den Calgary Hitmen transferiert.
Als die Bowmans im Jahr 2012 nach Colorado zurückgingen, verbrachte er eine Saison für die Colorado Eagles in der ECHL. In der Saison 2013/14 lief er für die San Francisco Bulls und Bakersfield Condors auf, bevor er zu den Colorado Eagles zurückkehrte. Bowman war bereits in der Saisonvorbereitung im Sommer 2009 von den Ottawa Senators getestet worden und erhielt im Jahr 2011 einen Vertrag bei den New York Rangers, spielte aber nie in der National Hockey League (NHL).
In der Saison 2014/15 leif der Stürmer für die Iowa Wild in der American Hockey League (AHL) und Colorado Eagles auf. In der Saison 2015/16 stand er für die Rochester Americans auf dem Eis, ebenso weiterhin für die Eagles, die ersten drei Saisonspiele gemeinsam mit seinem Bruder Drayson, bevor dieser zur Düsseldorfer EG in die Deutsche Eishockey Liga (DEL) wechselte. Ein Jahr später folgte Bowman seinem Bruder nach Europa, als er einen Vertrag beim österreichischen Klub Vienna Capitals aus der Erste Bank Eishockey Liga (EBEL) unterschrieb. Mit dem Team gewann er am Ende der Saison 2016/17 die österreichische Meisterschaft. Anschließend kehrte der US-Amerikaner zu den Colorado Eagles zurück, mit denen er 2018 die ECHL-Playoffs um den Kelly Cup gewann. Danach beendete der 27-Jährige seine aktive Karriere.

## Erfolge und Auszeichnungen
| - 2009 Ed-Chynoweth-Cup-Gewinn mit den Kelowna Rockets - 2013 Teilnahme am ECHL All-Star Game - 2014 ECHL Plus Performer des Monats Oktober - 2015 Teilnahme am ECHL All-Star Game | - 2016 ECHL Plus Performer des Monats Januar - 2017 Österreichischer Meister mit den Vienna Capitals - 2018 Kelly-Cup-Gewinn mit den Colorado Eagles |

## Karrierestatistik
(Legende zur Spielerstatistik: Sp oder GP = absolvierte Spiele; T oder G = erzielte Tore; V oder A = erzielte Assists; Pkt oder Pts = erzielte Scorerpunkte; SM oder PIM = erhaltene Strafminuten; +/− = Plus/Minus-Bilanz; PP = erzielte Überzahltore; SH = erzielte Unterzahltore; GW = erzielte Siegtore; 1 Play-downs/Relegation; Kursiv: Statistik nicht vollständig)